# Drogenbos
Drogenbos je općina u Belgiji smještena u Flandrija (Provincija Brabant flamand) južno od Bruxellesa (Uccle).

## Brojke
- Stanovništvo : 4 666 stanovnika 1. siječnja 1996.god.
- Površina : 2,48 km² (248 ha)
- Najviša točka : 54 m (park dvorca de Calmeyn).
- Najniža točka : otprilike 20 m (obala rijeke Senne na sjevero-istoku općine).

## Podrijetlo imena
Drogenbos doslovce znači na flamanskom « suharak ». Francuski bi se trebalo pisati Drogenbosch a izgovarati Drogenbosk. No ravnopravnost jezika ne može sve obuhvatiti. To ime objašnjava se postojanjem jednog šumovitog brda koje dominira močvarnu dolinu rijeke Senne. Upravo na tom mjestu se smjestilo jezgro mjesta i podigle crkva, općinska zgrada i dvorac.

## Administrativni status
Drogenbos je "commune à facilités" (općina s olakšanjima), to jest iako je općina flamanska (neerlandofona), općinska administracija komunicira sa stanovništvom i francuskim jezikom. 

## Zemljopis
Drogenbos se prostire na jednoj uskoj traci tla ome]enog dvjema rijekama: Senneom prema Leeuw-Saint-Pierre i Zandbeekom (ili Fleurbeek)om prema Uccleu i Forestu, briselskim općinama. Ranije, Drogenbos je bio zona močvarnih travnjaka zvanih « Bempt ».
Danas, njegov je izgled potpuno izmijenjen u industrijalizaciji i uređenju komunikacija, riječnih, željezničkih i cestovnih.

## Gospodarstvo
Nekad, vlažna oblasta Drogenbos bolje je odgovarala močvarama no ratarstvu, zbog čega je stanovništvo nqjviše bilo uposleno uzgojem stoke i proizvodnjom sira i maslaca.
Susjedstvo Bruxellesa je tome naročito pogodovalo svojim nezasitnim tržištem.

## Kultura
Slikar Félix De Boeck je živio u Drogenbosu i naslikao brojna platna. Općina mu je posvetila jedan lijepi muzej.
U Drogenbosu živi i stvara hrvatski pisac Tomislav Dretar.
Crkva Saint-Nicolas, u gotičkom stilu   prilagođena je brabantskoj arhitekturi.

## Vanjska poveznica
- Website de la commune